# Theodor Heinermann
Heinrich Theodor Heinermann (Warendorf, 7 de diciembre de 1890 - Vohren, 25 de junio de 1946) fue un romanista e hispanista alemán .

## Biografía
Nació en una familia de artesanos: su padre Bernhard era panadero. En su ciudad natal Warendorf asistió a la escuela primaria y luego a la secundaria en su Gymnasium Laurentianum. Entre 1910 y 1915 estudió lenguas románicas, alemán, filología clásica, historia del arte y filosofía en Friburgo de Brisgovia; amplió estudios en Berlín y en París, donde acudió a la Sorbona y al Colegio de Francia; después fue a Münster, donde fue discípulo de Leo Wiese y se doctoró en 1914 con una tesis sobre El tratamiento dramático en las literaturas románicas de la leyenda de Inés de Castro. Una contribución a la literatura comparada (Leipzig, 1914). Durante la Primera Guerra Mundial sirvió en Francia y Rusia.
Obtuvo la habilitación en 1927 con Estudios sobre el nacimiento de la leyenda de Bernardo del Carpio (Halle, 1927). Heinermann se convirtió en profesor en 1931 y en profesor ordinario en Münster (1937), sucediendo a Eugen Lerch, depuesto por los nacionalsocialistas a causa de ser pacifista y convivir con una judía. Desde su fundación (27 de mayo de 1941) hasta que dejó el puesto en agosto de 1944, dirigió el Deutsches Wissenschaftliches Institut / Instituto Alemán de Cultura en Madrid, por entonces (en plena II Guerra Mundial), al parecer, un nido de espías. Allí redactó desde principios de 1942, con Hans Juretschke, un Boletín Bibliográfico dirigido por el luego famoso jurista Antonio Truyol Serra; Juretschke sería luego tras la guerra uno de los reclamados como espías al gobierno franquista por los Aliados. Aunque se había barajado el nombre del famoso hispanista Karl Vossler para dirigir el Instituto, Alfred Rosenberg no quiso a causa de su militancia democrática y por su oposición al antisemitismo; al enterarse de su nombramiento Heinermann quedó muy sorprendido.
De religión católica, hizo ediciones de El mágico prodigioso y El alcalde de Zalamea de Pedro Calderón de la Barca y del Quijote de Cervantes, y estudió la obra narrativa de escritores tradicionalistas como Cecilia Böhl de Faber, cuyo epistolario con Juan Eugenio Hartzenbusch editó, o Antonio de Trueba, entre otros. También escribió una Historia de la literatura española (1923).
En 1945 fue purificado al no haber renunciado a su puesto en la Universidad de Münster por su pertenencia al partido nazi / NSDAP y despedido de su cargo. Falleció el 25 de junio de 1946 en un accidente de tráfico posiblemente autoinducido, aunque Utz Maas, bien informado al parecer, lo llama llanamente suicidio. Tuvo un hermano que fue maestro panadero y luego alcalde de Warendorf, Josef Heinermann (1895-1956).

## Obras
- Ignez de Castro, Borna-Leipzig: Noske, 1914.
- Historia de la literatura española. Kempten: Kösel & Pustet, [1923].
- Edición de Pedro Antonio de Alarcón, Historietas nacionales. Fráncfort del Meno 1923
- Ed. de Selly Gräfenberg, Praktisches Lehrbuch der spanischen Sprache / Libro de texto práctico de la lengua española. 12.ª edición, Leipzig 1926 [1.ª edición Frankfurt, 1897]; 20.ª edición y libro de texto en español sobre una base científica (junto con Francisca Palau-Ribes Casamitjana), 19.ª edición, Max Hueber, Munich 1952
- Untersuchungen zur Entstehung der Sage von Bernardo del Carpio. Halle (Saale): Niemeyer, 1927
- Ed. de Pedro Calderón de la Barca, El mágico prodigioso. Münster, 1927
- Ed. de VV. AA., Novelistas españoles de los siglos XIX y XX. Münster, 1928
- Energie und Argie im Sprachleben. Münster, 1931
- Die Arten der reproduzierten Rede, Münster: Aschendorff, 1931
- Ed. de Pedro Calderón de la Barca, El alcalde de Zalamea. Münster: Aschendorff, 1933
- Grundlagen der phonativen Hervorhebung ("Betonung") des Französischen / Fundamentos del énfasis fonativo ('énfasis') del francés. Bielefeld, 1934
- Ed. de Miguel de Cervantes, El ingenioso hidalgo Don Quijote de La Mancha. Halle, Niemeyer, 1934.
- Frankreich und der Geist des Westfälischen Friedens / Francia y el espíritu de la paz de Westfalia. Stuttgart / Berlín 1940; Bremen, 1985
- Ed. Lecciones de literatura francesa del siglo XVI. Halle, 1942
- Ed. de Cecilia Böhl de Faber (Fernán Caballero) y Juan Eugenio Hartzenbusch. Una correspondencia inédita. Madrid, Espasa-Calpe S. A., 1944.
- Antonio de Trueba, El cura de Paracuellos y otras narraciones populares, Frankfurt del M.: Diesterweg, 1924.
- «Dichtung und Wahrheit uber die Gaviota Fernán Caballeros», Romanische Forschungen, LIV (1942), 313-324.